# Désert de l'Écureuil
Le Désert de l'Écureuil est une courte vallée sèche de France située en Isère, au-dessus de Grenoble, sur la commune de Seyssinet-Pariset, sur les contreforts du massif du Vercors, dominé par la tour sans Venin. Avec le Désert de Jean-Jacques Rousseau et la combe Vallière, il forme un ensemble de trois gorges qui se seraient formées par le passage des eaux du Drac, dévié vers l'ouest contre le massif du Vercors par les glaciers de l'Isère et de la Romanche au cours des glaciations du Quaternaire.
Le 21 juillet 1944, il est le lieu d'exécution par les soldats allemands de dix résistants, dont Marco Lipszyc connu sous son pseudonyme de « commandant Lenoir », tous extraits de leur prison à la caserne de Bonne de Grenoble. Un monument commémoratif rappelle ce massacre.
Facilement accessible par la route menant à Saint-Nizier-du-Moucherotte, le site est un lieu de détente et de promenade car menant notamment au bois des Vouillants.